# MacGregor 26
Die MacGregor 26  ist ein trailerbares Segelboot aus Amerika. Das von Roger MacGregor entworfene Boot wurde von 1986 bis 2013 in mehreren unterschiedlichen Varianten über 5000 mal gebaut.
Das Boot wurde von der MacGregor Yacht Corporation in den Vereinigten Staaten gebaut.
Nachdem MacGregor die Produktion eingestellt hatte, wurde das Design für die Tattoo 26 übernommen, die in Florida weiterhin gebaut wird.

## Design
Die MacGregor 26 ist ein kleines Segelboot aus GFK. Das Boot ist je nach Modell mit einem Klapp- oder einem Steckschwert ausgerüstet und hat daher einen variablen Tiefgang von nur knapp 30 Zentimetern bei aufgeholtem Schwert und zwischen 1,6 Meter und 1,9 Meter. Es besitzt ein fraktionelles Slooprigg. Das Ruderblatt ist am Heck angehängt. Beim neuesten Modell, der MacGregor 26M, ist sogar eine Doppelruderanlage verbaut. Das Boot ist als Motorsegler bekannt. Neuere Modelle können mit – für diese Bootsgröße – sehr starken Außenbordmotoren ausgerüstet werden und erreichen mit leeren Ballasttanks unter Maschine 19 Knoten, obwohl die Rumpfgeschwindigkeit nur gut 6,5 Knoten betragen würde.

## Varianten
MacGregor 26D

Das erste Modell wurde zwischen 1986 und 1989 gebaut. Es ist insgesamt 25,83 ft (7,87 m) lang, verdrängt 2.850 lb (1.293 kg) und ist mit Ballasttanks für 1.200 lb (544 kg) Wasser ausgerüstet, die für die Stabilität sorgen. Der Tiefgang beträgt 5,33 ft (1,62 m) mit heruntergelassenem Steck-Schwert.
MacGregor 26S

Das Nachfolgemodell der 26D war mit einem Klapp-Schwert ausgestattet. Es kam 1990 auf den Markt und wurde bis 1995 gebaut. Die Dimensionen sind sehr ähnlich: Es ist 25,82 ft (7,87 m) lang und wiegt 2.850 lb (1.293 kg), ebenfalls mit 1.200 lb (544 kg) Wasserballast. Der Tiefgang bei heruntergelassenem Schwert beträgt 6,33 ft (1,93 m).
MacGregor 26X

Die 26X ist das Nachfolgemodell der 26S. Es ist genauso lang, hat aber nur noch einen maximalen Tiefgang von 5,50 ft (1,68 m). Die 26X besitzt eine Doppelruderanlage.
MacGregor 26M

Die 26M wurde ab 2002 gebaut. Sie hat wieder ein Steckschwert und erreicht unter Maschine 19 kn (35,2 km/h). Sie ist 25,83 ft (7,87 m) lang und verdrängt 2.550 lb (1.157 kg). Neben dem Wasserballast von 1.150 lb (522 kg) ist erstmals auch ein fester Ballastanteil von 300 lb (136 kg) verbaut. Der maximale Tiefgang beträgt jetzt 5,75 ft (1,75 m).

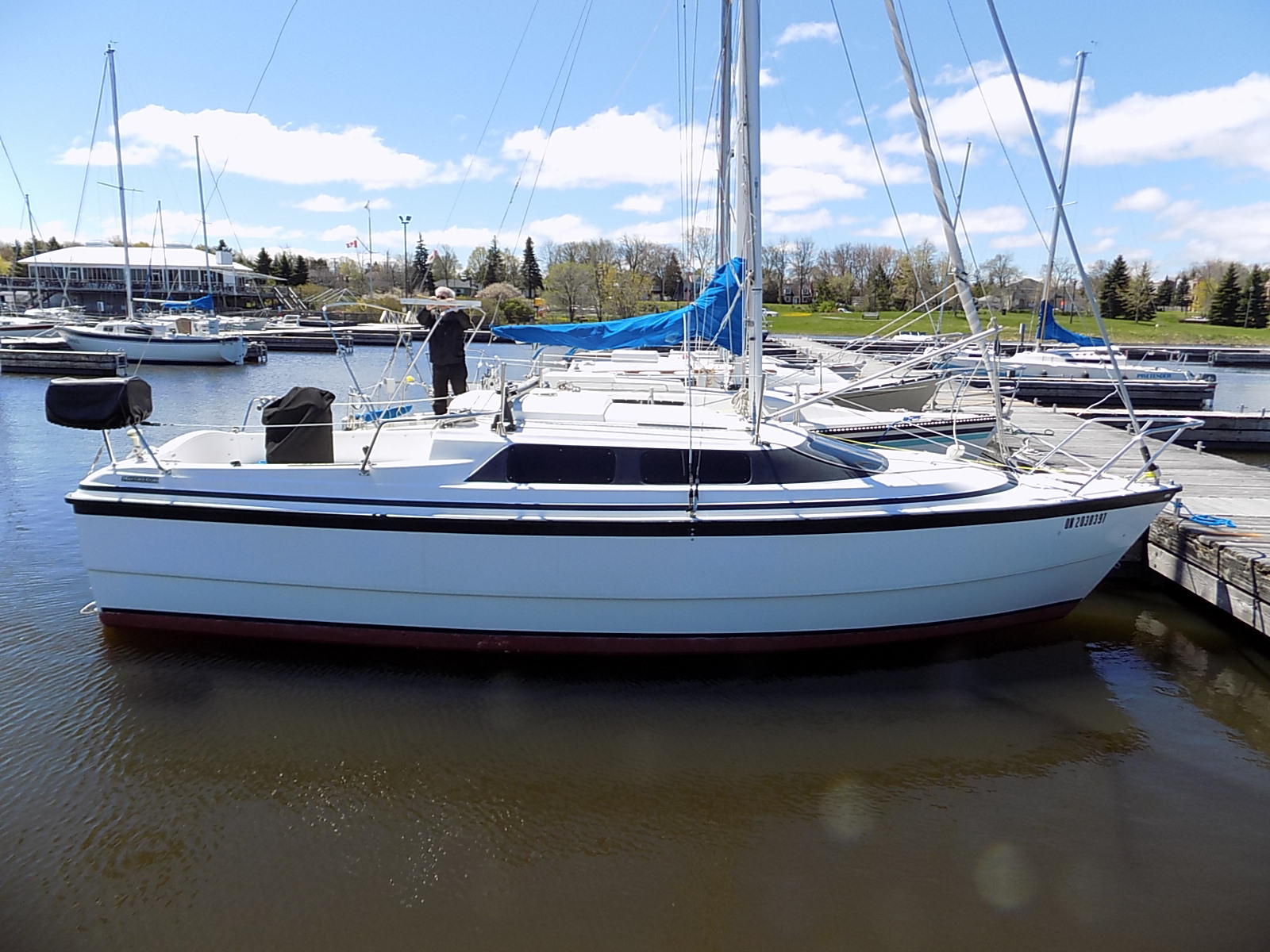
MacGregor 26X
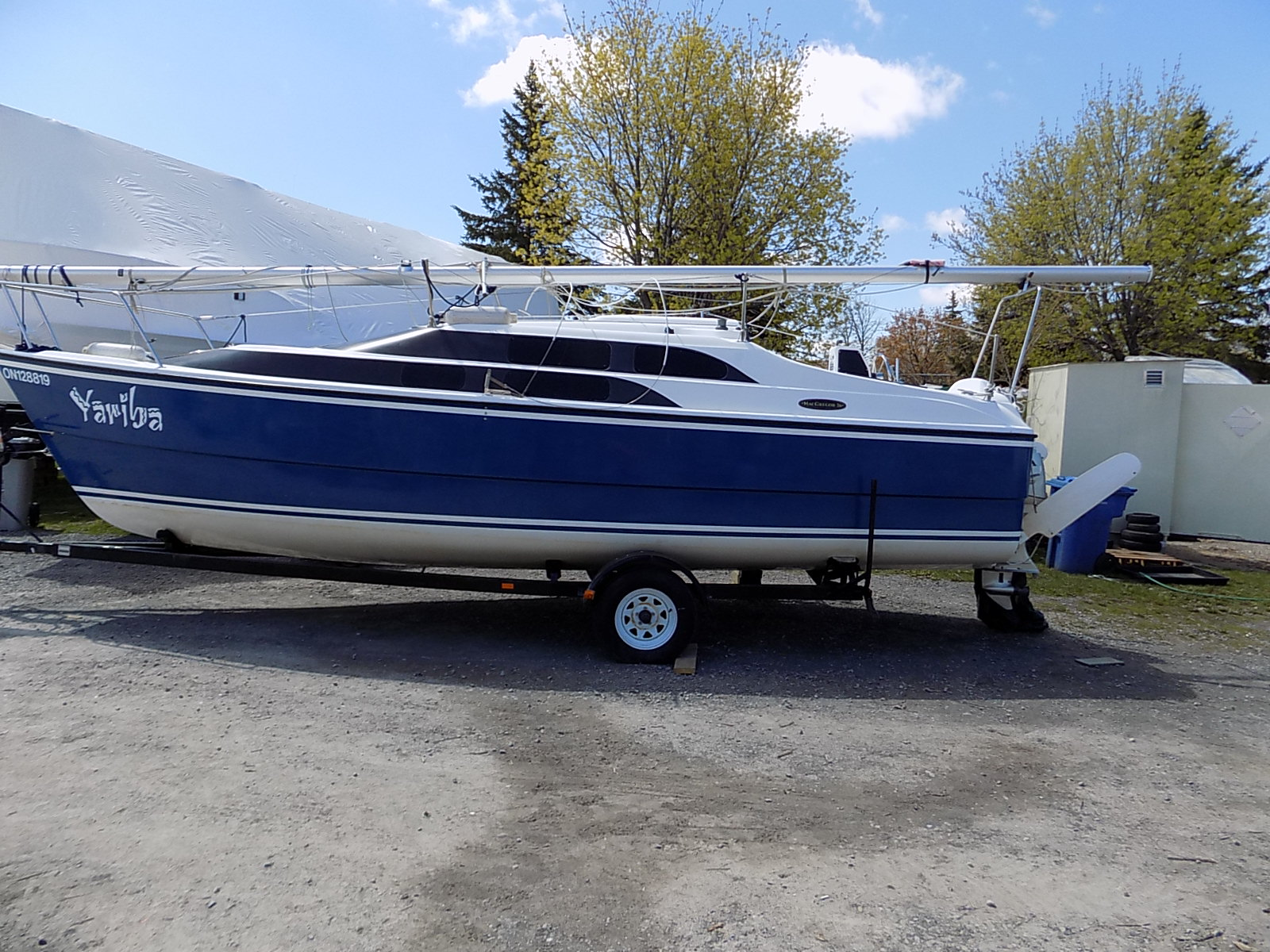
MacGregor 26M auf dem Trailer
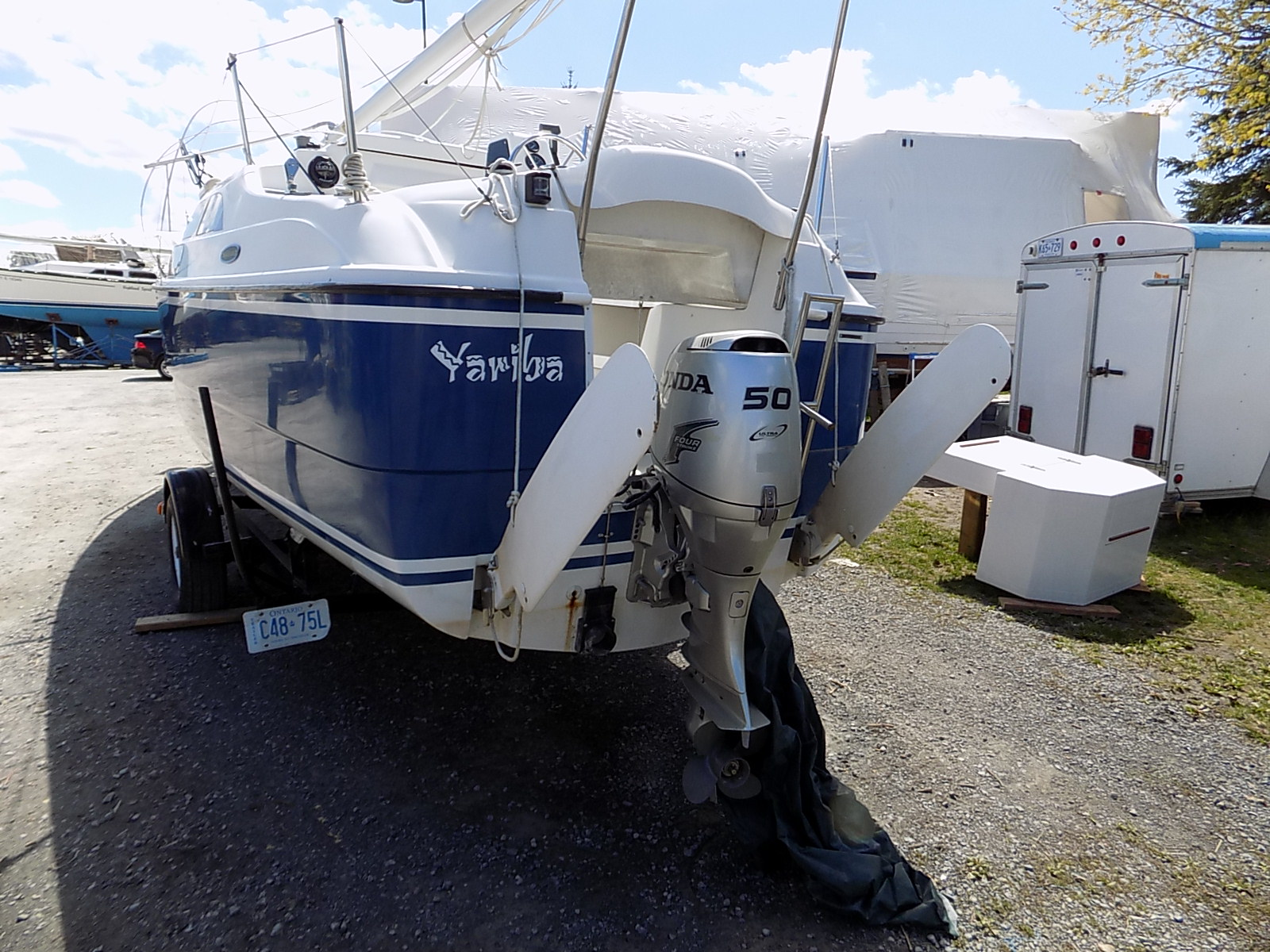
MacGregor 26M mit Doppelruder